# Тюлька анчоусоподібна
Тюлька анчоусоподібна (Clupeonella engrauliformis) — риба родини оселедцевих (Clupeidae). Поширена в Каспійському морі в його центральній і південній частинах. Солонуватоводна пелагічна риба, що сягає 16.5 см довжиною. Живе на глибинах до 78 м.